# 花子 (グラフィックソフト)
花子（はなこ）は、ジャストシステムが販売する統合グラフィックソフトウェアであり、同社の登録商標となっている。1987年3月に発売された。現在のところ、Windows版のみが開発されている。
単体販売は『花子2022』(32)を最後に終了しているが、引き続き個人ユーザー向けには「一太郎2023 プラチナ」に搭載された『花子Personal』が、法人ユーザー向けには「JUST Office」やその上位版「JUST Government」に含まれる『花子Pro』や、「JUST Police」に含まれる『花子Police』が用意されている。

## 特徴
花子は特にバージョン2004 (14)より、「図で考えるための道具」として位置づけられている。アプリケーションの基本はベクトル系の描画（図面の作成）にあるが、同梱の『花子フォトレタッチ』によりラスター系（ビットマップ）のドロー機能が拡張される。
概念的にはAdobe Illustratorや、CorelDRAW、Microsoft Visioと同系統のソフトであるが、それらと異なる点も数多くある。花子の独特な機能（前述の他社ソフトにはない、あるいは著しく異なる機能）は、下記のとおりである。
- オートレイアウト機能（文字枠内の行挿入／削除に連動し他の文字枠の位置が自動的に調整される。ver.2008 (19)以降）
- 文字入力ウィンドウ（Ver.2007 (18)以降）
- オートチャート（図解）機能
- アニメーションGIF形式での保存
- クリップウインドウ（Microsoftの作業ウィンドウと類似しているが、複数パレットが一つの画面領域に収まるようになっている）
- 学校や職場，製図等で使用できる多彩なイラスト（23,000点程度）
- スライドの作成・表示（Microsoft PowerPointとの互換性あり，部品としても使用することができる。）
- クリッピング変形（図形の範囲指定した部分を変形する）
- キーとメニューの完全カスタマイズ化

花子の主なファイル形式は、独自形式のjhdである。また、花子フォトレタッチ（同梱のビットマップエディタ）の主なファイル形式は、.jmgである。

## バージョン
MS-DOSの時代にver1と2が発売され、ver3でWindows対応となった。1995年発売のver3.1は現在と同様に一太郎（当時はver6.3）と並んで発売されていた。しかし一太郎がWindows 95に対応してバージョン7、8を発売していったのに対して花子はWindows 95対応版は発売されなかったが、1998年に一太郎9の登場に合わせ花子9が登場した。なおこの時に花子と一太郎のバージョンが統一されたため、花子のver4～8は欠番となっている。そのため32ビット版は花子9で初めて登場した事になる。
これ以降、一太郎のバージョンアップに合せて花子も新バージョンが発売されるという形態が続いていた。花子2004以後はバージョン番号を西暦年とした。これ以降「一太郎/花子シリーズは毎年発売されるため」としている。
単体販売は『花子2022』(32)で終了しているが、引き続き「一太郎 プラチナ」などに含まれる形で利用可能である。
- 花子Ver1.0
- 花子Ver2.0
- 花子Ver3.0 for Windows
- 花子Ver3.1 for Windows（1995年発売）
- 花子9（1998年9月25日発売）
- 花子10（1999年9月23日発売）
- 花子10 /R.2（2000年6月23日発売）
- 花子11（2001年2月9日発売）
- 花子12（2002年2月8日発売）
- 花子13（2003年2月7日発売）
- 花子2004 (14)（2004年2月6日発売）
- 花子2005 (15)（2005年2月10日発売）
- 花子2006 (16)（2006年2月10日発売）
- 花子2007 (17)（2007年2月9日発売）
- 花子2008 (18)（2008年2月8日発売）
- 花子2009 (19)（2009年2月6日発売）
- 花子2010 (20)（2010年2月5日発売）
- 花子2011 (21)（2011年2月10日発売）
- 花子2012 (22)（2012年2月10日発売）
- 花子2013 (23)（2013年2月8日発売）
- 花子2014 (24)（2014年2月7日発売）
- 花子2015 (25)（2015年2月6日発売）
- 花子2016 (26)（2016年2月5日発売）
- 花子2017 (27)（2017年2月3日発売）
- 花子2018 (28)（2018年2月9日発売）
- 花子2019 (29)（2019年2月8日発売）
- 花子2020 (30)（2020年2月7日発売）
- 花子2021 (31)（2021年2月5日発売）
- 花子2022 (32)（2022年2月10日発売、2023年2月9日単体販売終了）